# La Grune
La Grune est une petite île Anglo-Normande située en face de la pointe nord de l'île de Sercq.

## Toponymie
Grune dérive probablement du vieux-norrois grunnr, « haut fond » ou « fond marin ».

## Géographie
Il s'agit d'un îlot rocheux inhabité, accessible à marée basse, situé à une vingtaine de mètres de la pointe nord de Sercq. Son point culminant est à 30 mètres. 

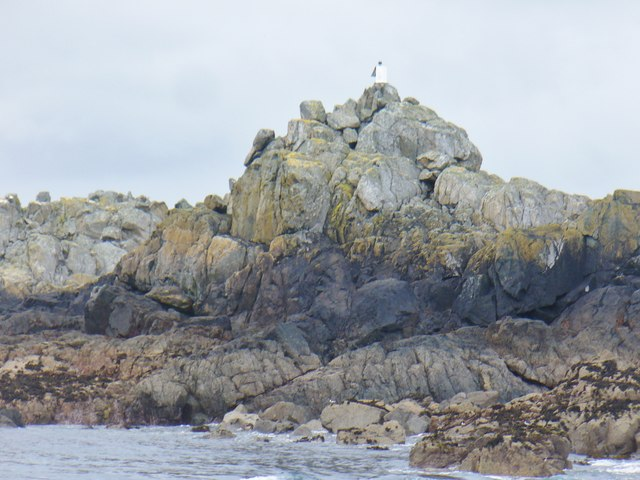
Vue de l'îlot rocheux, le 8 octobre 2015.